# Aubach (Gelbach)
Der Aubach ist der etwa 14 km lange Oberlauf des Baches Gelbach im Westerwaldkreis in Rheinland-Pfalz, Deutschland. 

## Geographie

### Verlauf
Seine Quelle liegt am Beulstein, einem 480 m hohen Vulkankegel nördlich des Ötzinger Ortsteils Sainerholz auf einer Höhe von 393 m ü. NN. Er durchfließt von seiner Quelle bis zu seiner Mündung in den Gelbach folgende Orte:
- Sainerholz
- Ötzingen
- Leuterod
- Bannberscheid
- Staudt
- Eschelbach
- Montabaur

### Zuflüsse
Von der Quelle zur Mündung. Auswahl.
- Hostener Bach, von rechts nach Leuterod
- Moschheimer Bach, von links vor Bannberscheid
- Krümmelbach, von rechts in Staudt
- Genschbach, von links bei Staudt
- Schabebornbach. von rechts an der Ritzmühle von Dernbach (Westerwald)
- Hoffmannsgraben. von rechts nach der Ritzmühle
- Waldbach. von rechts bei Eschelbach
- Reuschbach, von links in Montabaur nahe dem Bahnhof

Mit der Einmündung des Stadtbaches in Montabaur wird der Bach Gelbach genannt.